# Хуйенди
Хуйенди (на китайски: 壺衍鞮; на пинин: Húyándī) е шанюй на хунну, управлявал в периода 85 – 68 година пр.н.е.

## Живот
Той е син на източния лули, един от висшите сановници в държавата на хунну, и наследява шанюя Хулугу в резултат на дворцови интриги след неговата смърт. Управлението му се свързва с непрекъснати интриги на висшите сановници, в които активно се включват и избягали при хунну китайци, заемащи висши длъжности.
През 80 година пр.н.е. Хуйенди подновява военните походи срещу империята Хан, които продължават с променлив успех през следващите години. През 77 година пр.н.е. е отбелязан първият конфликт на хунну с подчинен от тях народ – народността ухуан в Манджурия се разбунтува и дори ограбва гробниците на хунски шанюи, но Хуйенди успява да възстанови властта си над тях. През 74 година пр.н.е. хунну са нападнати от усуните, поддържани от значителни китайски сили. През следващите години във войната срещу хунну се включват и ухуан, както и динлин в Южен Сибир. Хунну претърпяват тежки загуби, но все пак запазват контрол над ядрото на своята територия.
Хуйенди умира през 68 година пр.н.е. и е наследен от висшия сановник Сюлу Цюенцю.